# Manzini Sea Birds F.C.
Manzini Sea Birds FC là một câu lạc bộ bóng đá Eswatini đến từ Manzini.
Câu lạc bộ được thành lập năm 1987. The Seabirds chủ yếu thi đấu ở Giải hạng nhất Swazi  và lần đầu tiên thăng hạng Giải bóng đá ngoại hạng Eswatini năm 2012.

## Sân vận động
Đội bóng thi đấu trên sân nhà Trung tâm Thể thao Mavuso có sức chứa 5.000 khán giả.

## Huấn luyện viên nổi bật
- Van Royen Magagula (2013)[7]
- Sihle Mavimbela (2013)[8]
- Zenzele 'Ace' Dlamini (2014)[9]

## Học viện trẻ
Từ năm 2011 câu lạc bộ phối hợp với Học viện Bóng đá Ishibobo (ISA), một học viện tìm kiếm tài năng thể thao ở Manzini. ISA đóng vai trò đội bóng U-20 của câu lạc bộ. Ishibobo thi đấu trên sân nhà Zakhele Sports Ground.